# Liste der Universitäten in Paraguay
Dies ist eine Liste der Universitäten in Paraguay. 
- Universidad Americana
- Universidad Autónoma de Asunción
- Universidad Católica Nuestra Señora de la Asunción (UCA)
- Universidad Columbia del Paraguay
- Universidad Comunera del Paraguay
- Universidad del Cono Sur de Las Americas (UCSA)
- Universidad del Norte (UniNorte)
- Universidad Iberoamerica
- Universidad María Auxiliadora
- Universidad Maria Serrana
- Universidad Metropolitana de Asunción (U.M.A.)
- Universidad Nacional de Asunción (UNA)
- Universidad Nacional del Este
- Universidad Nacional de Itapúa
- Universidad Nacional de Pilar
- Universidad Nacional de Villarrica del Espíritu Santo
- Universidad Tecnologica International